# Mike DePalmer
Michael Samuel „Mike“ DePalmer (* 17. Oktober 1961 in Tampa, Florida; † 7. August 2021 in Knoxville, Tennessee) war ein US-amerikanischer Tennisspieler.

## Leben
DePalmer studierte an der University of Tennessee, wo sein Vater als Tennis-Cheftrainer arbeitete. Gleich zu Beginn seiner Karriere hatte er seinen größten Erfolg als Einzelspieler auf der ATP World Tour, als er beim Turnier in Ancona im Finale stand, in dem er Anders Järryd unterlag. Er erreichte zudem das Halbfinale des Turniers in Wien und im darauf folgenden Jahr das Halbfinale von Tampa. 1984 stand er in San Francisco in seinem ersten Doppelfinale. Seinen ersten Doppeltitel gewann er 1985 in Wien, ein zweiter Titel folgte noch im gleichen Jahr. 1986 war mit drei Turniersiegen sein erfolgreichstes Jahr.
Im Laufe seiner Karriere gewann er sechs Doppeltitel, weitere sechs Mal stand er in einem Finale. Seine höchste Notierung in der Tennis-Weltrangliste erreichte er 1983 mit Position 35 im Einzel sowie 1986 mit Position 20 im Doppel.
Sein bestes Einzelergebnis bei einem Grand-Slam-Turnier war das Erreichen der dritten Runde, was ihm bei allen vier Turnieren gelang. In der Doppelkonkurrenz erreichte er 1985 an der Seite von Gary Donnelly das Halbfinale der US Open, bei den Australian Open, in Wimbledon und bei den French Open erreichte er im selben Jahr jeweils das Achtelfinale.
DePalmer war nach seiner Profikarriere, die er wegen anhaltender Rückenbeschwerden beendet hatte, unter anderem ab August 1995 als Trainer für Boris Becker tätig. Vorher war der verheiratete DePalmer, der einen Sohn aus erster Ehe hat, für Nick Bollettieri tätig gewesen, für den bereits sowohl sein Vater als auch sein Bruder gearbeitet hatten. Er starb im August 2021 in Knoxville an Bauchspeicheldrüsenkrebs.

## Erfolge
| Legende                       |
| Grand Slam                    |
| Tennis Masters Cup            |
| ATP Masters Series            |
| ATP International Series Gold |
| ATP International Series (6)  |
| ATP Challenger Series (4)     |

### Einzel

#### Finalteilnahmen
| Nr. | Datum             | Turnier | Belag   | Finalgegner   | Ergebnis |
| --- | ----------------- | ------- | ------- | ------------- | -------- |
| 1.  | 15. November 1982 | Ancona  | Teppich | Anders Järryd | 6:3, 6:2 |

### Doppel

#### Turniersiege

##### ATP Tour
| Nr. | Datum             | Turnier      | Belag       | Partner              | Finalgegner                         | Ergebnis      |
| --- | ----------------- | ------------ | ----------- | -------------------- | ----------------------------------- | ------------- |
| 1.  | 22. Juli 1985     | Livingston   | Hartplatz   | Peter Doohan         | Eddie Edwards Danie Visser          | 6:3, 6:4      |
| 2.  | 18. November 1985 | Wien         | Hartplatz   | Gary Donnelly        | Sergio Casal Emilio Sánchez Vicario | 6:4, 6:3      |
| 3.  | 20. Oktober 1986  | Tokio        | Teppich (i) | Gary Donnelly        | Andrés Gómez Ivan Lendl             | 6:3, 7:5      |
| 4.  | 27. Oktober 1986  | Hongkong     | Hartplatz   | Gary Donnelly        | Pat Cash Mark Kratzmann             | 7:6, 6:7, 7:5 |
| 5.  | 17. November 1986 | Johannesburg | Hartplatz   | Christo van Rensburg | Andrés Gómez Sherwood Stewart       | 3:6, 6:2, 7:6 |
| 6.  | 22. Mai 1989      | Florenz      | Sand        | Blaine Willenborg    | Pietro Pennisi Simone Restelli      | 4:6, 6:4, 6:4 |

##### Challenger Tour
| Nr. | Datum          | Turnier          | Belag     | Partner       | Finalgegner                   | Ergebnis      |
| --- | -------------- | ---------------- | --------- | ------------- | ----------------------------- | ------------- |
| 1.  | 11. Mai 1987   | Raleigh          | Sand      | Rill Baxter   | Brian Levine David Macpherson | 7:5, 2:6, 6:4 |
| 2.  | 18. Juli 1988  | Johannesburg (1) | Hartplatz | Gary Donnelly | Warren Green Piet Norval      | 7:6, 7:6      |
| 3.  | 24. April 1989 | Kapstad          | Hartplatz | Paul Annacone | Neil Broad Stefan Kruger      | 6:4, 6:7, 6:2 |
| 4.  | 18. Mai 1989   | Johannesburg (2) | Hartplatz | Royce Deppe   | Piet Norval Byron Talbot      | 4:6, 6:3, 7:6 |

#### Finalteilnahmen
| Nr. | Datum              | Turnier           | Belag     | Partner         | Finalgegner                        | Ergebnis |
| --- | ------------------ | ----------------- | --------- | --------------- | ---------------------------------- | -------- |
| 1.  | 14. September 1984 | San Francisco (1) | Teppich   | Sammy Giammalva | Peter Fleming John McEnroe         | 3:6, 4:6 |
| 2.  | 4. November 1985   | Stockholm         | Hartplatz | Gary Donnelly   | Guy Forget Andrés Gómez            | 3:6, 4:6 |
| 3.  | 19. Mai 1986       | Florenz           | Sand      | Gary Donnelly   | Sergio Casal Emilio Sánchez        | 4:6, 6:7 |
| 4.  | 22. September 1986 | San Francisco (2) | Teppich   | Gary Donnelly   | Peter Fleming John McEnroe         | 4:6, 6:7 |
| 5.  | 30. März 1987      | Chicago           | Teppich   | Gary Donnelly   | Paul Annacone Christo van Rensburg | 3:6, 6:7 |
| 6.  | 19. Juni 1989      | Bristol           | Rasen     | Gary Donnelly   | Paul Chamberlin Tim Wilkison       | 6:7, 4:6 |